# Brahmasphuta-siddhanta
Het hoofdwerk van Brahmagupta, de Brahmasphuta-siddhanta (de opening van het heelal), geschreven omstreeks het jaar 628, bevat een aantal opmerkelijk geavanceerde ideeën, met inbegrip van een goed begrip van de wiskundige rol van het getal nul, regels voor het manipuleren van zowel positieve- en negatieve getallen, een methode voor de berekening van wortels, methoden voor het oplossen van lineaire vergelijkingen en enkele kwadratische vergelijkingen, en regels voor het sommeren van rijen, de identiteit van Brahmagupta en de stelling van Brahmagupta. Het boek is volledig in versvorm geschreven.

## Het getal nul
In hoofdstuk 18 van de Brahmasphuta Siddhanta beschrijft Brahmagupta rekenkundige bewerkingen op negatieve getallen, als eerste optellen en aftrekken: 
18.30. De som van twee positieve getallen is positief, de som van twee negatieve getallen negatief; de som van een positief en een negatief getal is hun verschil; als zij gelijk zijn is de som nul. De som van een negatief getal en nul is negatief, die van een positief getal en nul positief, de som van twee nullen is nul.

[...]

18.32. Een negatief getal minus nul is negatief, een positief getal minus nul is positief; nul minus nul is nul; Wanneer men een positief getal aftrekt van een negatief getal of een negatief getal van een positief getal, dan moet het worden opgeteld.
Vervolgens beschrijft hij vermenigvuldigen:
18.33. Het product van een negatief en een positief getal is een negatief getal, het product van twee negatieve getallen is positief, en het product van twee positieve getallen is positief.
Brahmagupta poneert regels voor het rekenkundige gebruik van het getal 0 en van negatieve getallen. Zijn regels zijn nagenoeg gelijk aan de moderne regels. Het belangrijke verschil zit in het definiëren van delen door nul. In de moderne rekenkunde wordt dit niet gedefinieerd. Brahmagupta deed dit wel en stelde dat nul gedeeld door nul gelijk is aan nul en hij liet zich niet uit over de vraag of a/0 voor a≠0 gedefinieerd is.
18.34. Een positief getal gedeeld door een positief getal of een negatief getal gedeeld door een negatief getal is positief; een nul gedeeld door nul is een; een positief getal gedeeld door een negatief getal is negatief; een negatief getal gedeeld door een positief getal is negatief.

18.35. Een negatief- of een positief getal gedeeld door nul heeft deze nul als deler; nul gedeeld door een negatief of een positief getal heeft dit negatieve en positieve getal als een deler. Het kwadraat van een negatief of positief getal is positief; Het kwadraat van nul is nul. Dat waarvan het kwadraat het kwadraat is, is de vierkantswortel.